# Comuna Kameane, Rokîtne
Kameane (în ucraineană Кам'яне) este o comună în raionul Rokîtne, regiunea Rivne, Ucraina, formată din satele Budkî-Kameanski, Kameane (reședința) și Obsici.

## Demografie
Componența lingvistică a comunei Kameane
     Ucraineană (99,32%)
     Alte limbi (0,69%)
Conform recensământului din 2001, majoritatea populației comunei Kameane era vorbitoare de ucraineană (99,32%), existând în minoritate și vorbitori de alte limbi.